# 王旭 (1968年)
王旭（1968年6月—），女，汉族，中共党员，甘肃秦安人，中华人民共和国政治人物。现任甘肃省人民政府党组成员、副省长，中共平凉市委书记。

## 生平
王旭是甘肃省秦安县魏店鎮王窑村人，1986年3月加入中共，同年9月进入兰州大学数学系，主修计算数学及其应用软件专业，1990年6月毕业后，进入中共甘肃省委办公厅综合信息处任职，先后担任科员、副主任科员、主任科员、综合信息处副处长、省委办公厅信息化管理办公室主任等职，期间还曾在福建省厦门市集美区挂职。2009年11月，出任甘肃省妇联副主席、党组成员。
2013年，王旭调任金昌市，出任该市人民政府副市长，2015年9月起兼任同市职业大学甘肃有色冶金职业技术学院的党委书记。2016年6月，升任中共金昌市委常委。2018年3月，转任中共兰州市委常委、组织部部长，2020年1月，升任中共兰州市委副书记。2021年1月，调任中共平凉市委副书记，随即兼任该市人民政府市长。2022年6月26日，任中共平凉市委书记。
2025年4月2日，出任甘肃省人民政府党组成员，同月25日任甘肅省副省長，晋升副部级。